# Alone on Christmas Day
«Alone on Christmas Day» es una canción escrita por Mike Love y Ron Altbach para la banda de rock estadounidense The Beach Boys. Destinado a un futura álbum navideño, pero que fue cancelado, su grabación de 1977 quedó inédita. En noviembre de 2015, Love volvió a grabar la canción como "(You'll Never Be) Alone on Christmas Day" y la editó como sencillo. Al siguiente mes, apareció una versión de la banda de rock francesa Phoenix con Bill Murray.

## Historia
La canción fue escrita por el cofundador de The Beach Boys, Mike Love, en colaboración con el pianista clásico Ron Altbach para un posible álbum de Navidad. En 1977, una mezcla aproximada de la canción fue grabada por el grupo y luego circuló por bootlegs. A principios de 2015, Phoenix solicitó permiso para grabar la canción para el álbum A Very Murray Christmas de Bill Murray. En respuesta, Love volvió a grabar la canción y revisó algunas de las letras. La versión de Phoenix fue lanzada. Además de Murray, su grabación cuenta con Jason Schwartzman, Paul Shaffer y New York Dolls 'David Johansen (como Buster Poindexter). La versión de Phoenix se grabó en septiembre y se publicó como una descarga digital y 7" vinilo.